# Timgad Vallis
La Timgad Vallis è una struttura geologica della superficie di Mercurio.